# Fina Masgrau i Plana
Fina Masgrau i Plana   (Banyoles, 1953) és una mestra i escriptora catalana, especialitzada en literatura infantil.

## Trajectòria
Nascuda a Banyoles el 1953, resideix a València des dels anys setanta. El 1975 es tragué el títol de mestra a l'Escola Universitària de Professorat d'EGB de la Universitat Autònoma de Barcelona i el 1978 es va llicenciar en Filosofia i Ciències de l'Educació, secció Psicologia, a la Universitat de València. Des de 1977, ha treballat de mestra i psicopedagoga tant en l'educació primària com en l'educació secundària. Paral·lelament a la seva tasca docent, s'ha dedicat activament a la literatura infantil, tant en l'organització de cursos i seminaris com en l'àmbit de la creació: escrivint històries per a nois i noies i materials per a l'ensenyament de la lectura i l'escriptura. De la seva obra, destaca la trentena de títols de la sèrie «La rata Marieta», il·lustrats per Lourdes Bellver, traduïts a diversos idiomes. El 1991 va rebre el Premi de la Crítica Serra d'Or de literatura infantil amb el llibre Marieta i el telèfon (1990).

## Obra escollida
- Gegants (1983)
- Sopa de lletres (1984)
- El país de la no-memòria (1988)
- Xino-xano (1992)
- Marieta i el telèfon (1990, premi Crítica Serra d'Or 1991)
- Marieta es disfressa (1990)
- Marieta somia (1991)
- Marieta conductora (1996)
- Marieta inventora (1998)
- Marieta cuinera (2001)
- El circ (2007)
- El llapis (2007)
- Marieta grangera (2008)
- Marieta fa teatre (2008)
- Marieta i el Cap d'any (2010)